# Kalckreuth (Adelsgeschlecht)

Stammwappen derer von Kalckreuth

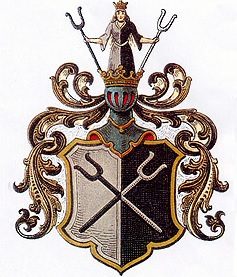
Wappen von Kalckreuth

Kalckreuth oder Kalkreut(h) ist der Name eines alten schlesischen Adelsgeschlechts. Die Familie, deren Zweige zum Teil bis heute bestehen, gehört zum niederschlesischen Uradel.

## Geschichte

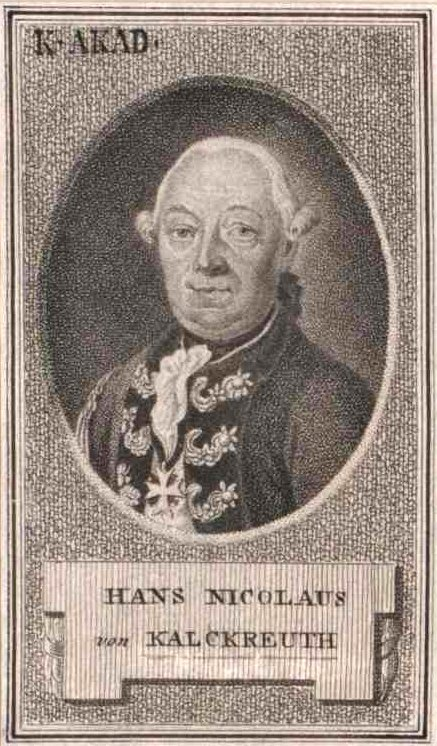
Johann Nikolaus von Kalckreuth
(1720–1807)

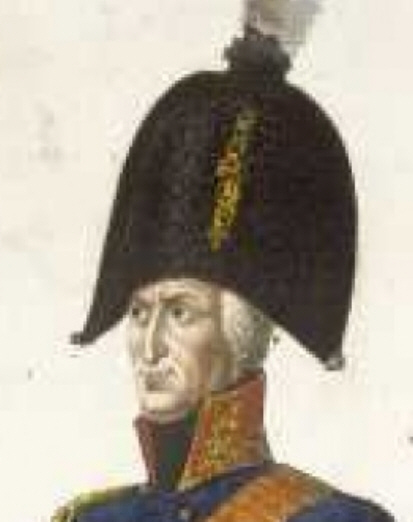
Friedrich Adolf von Kalckreuth
(1737–1818)

Stanislaus von Kalckreuth
(1820–1894)

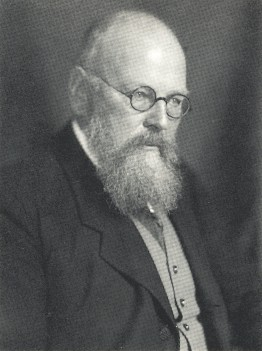
Leopold von Kalckreuth
(1855–1928)

### Herkunft
Das Geschlecht wird am 16. Dezember 1284 mit Heinricus dictus de Kalcruthe auf Lyce bei Dresden erstmals urkundlich erwähnt. Conrad von Kalckreuth erscheint am 6. Dezember 1286 urkundlich.
Der Stammsitz der Familie, die Herrschaft Kalkreuth (auch Kalckreuth, heute Karczówka in Polen), lag unweit von Sagan in Schlesien. Der Name wechselt von Kalcruthe zu Calcrute, Kalkrüte und Kalkreuter. Im 16. Jahrhundert wurde die Schreibweise Kalckreuth gebräuchlich.

### Verbreitung und Persönlichkeiten
Nach Kneschke, der Kalckreuth eines der ältesten und vornehmsten schlesischen Adelsgeschlechter nennt, gehörte auch Themo Kalcrüte zu diesem, der um 1342 Kanzler von Herzog Wenzel von Liegnitz und dessen Bruder Ludwig I. gewesen sein soll.
Schon im 14. Jahrhundert traten mehrere Linien auf, die sich in ganz Schlesien, aber auch in der Lausitz, der Mark Brandenburg, Mecklenburg und Polen ausbreiten konnten. Dort erhielten die Brüder Adam von Kalckreuth auf Hermsdorf und Carl Magnus von Kalckreuth zu Krakau am 12. Februar 1676 das polnische Indigenat, das für beide am 15. Dezember 1678 zu Grodno bestätigt wurde.
Die Brüder Hans Ernst und Friedrich Adolf von Kalckreuth, die 1786 in den preußischen Grafenstand erhoben wurden, begründeten die beiden Linien des gräflichen Stammes.
Hans Ernst Graf von Kalckreuth (* 14. November 1728; † 31. März 1792), der Begründer der ersten gräflichen Linie, heiratete Konstantia Auguste Sophie von Schlabrendorff (* 14. Dezember 1742; † 19. November 1813), die Tochter des preußischen Staatsministers Ernst Wilhelm von Schlabrendorf, und hinterließ die Söhne Hans Wilhelm Adolph und Ludwig Ernst Heinrich Konstantin. Hans Wilhelm Adolph Graf von Kalckreuth (1766–1830) heiratete Catharina Gräfin von Haugwitz († 1839). Ihr ältester Sohn, Alfred I. Graf von Kalckreuth (1803–1853), war Herr der Herrschaft Siegersdorf bei Freistadt in Schlesien. Er hinterließ aus der Ehe mit Leontine von Gorszkowska eine Tochter und drei Söhne. Seine Schwester Eusebia Gräfin von Kalckreuth (* 1814) heiratete 1835 Camillo Freiherr von Seebach, den herzoglich sachsen-coburg und gothaischen Wirklichen Geheimen Rat und Minister. Von seinen Brüdern wurden Arthur Graf von Kalckreuth (* 1819), Herr auf Hackpfüffel bei Sangerhausen, Kreisdeputierter und preußischer Premierleutnant und Edwin Graf von Kalckreuth (* 1822) k.k. Rittmeister und später Generalstabsoffizier von Franz II. König beider Sizilien. Ludwig Graf von Kalckreuth (* 1771), der Bruder von Hans Ernst, starb 1847 als preußischer Generalmajor. Aus seiner Ehe mit Jeannette von Unruh, verwitwete von Buchholtz, kam neben zwei Töchtern ein Sohn, Graf Richard (1808–1879), preußischer Kammerherr und Generalleutnant. 1845 heiratete er Valeska von Freysleben (* 1825) und hinterließ zwei Söhne und zwei Töchter.
Der Begründer der zweiten gräflichen Linie Friedrich Adolf von Kalckreuth (1737–1818) gehört zu den bekanntesten Vertretern der Familie. Er trat 1752 in das Gardekorps ein und wurde 1758 Adjutant des Prinzen Heinrich von Preußen, dem Bruder von Friedrich II. Im Jahr 1790 wurde er Generalleutnant, 1807 für die tapfere Verteidigung von Danzig preußischer Generalfeldmarschall und 1809 Gouverneur von Berlin. Sein Enkel, Stanislaus Graf von Kalckreuth (1820–1894), Sohn von Wilhelm Graf von Kalckreuth und dessen zweiter Frau Luise von Stechow (1791–1840), wurde großherzoglich Sachsen-Weimar-Eisenacher Kammerherr, Professor der Landschaftsmalerei und Direktor der Kunstschule zu Weimar.
Am 3. Mai 1867 wurde ein Gesamtgeschlechts-Verband gegründet, der alle zwei Jahre Familientage abhält.

### Besitzungen

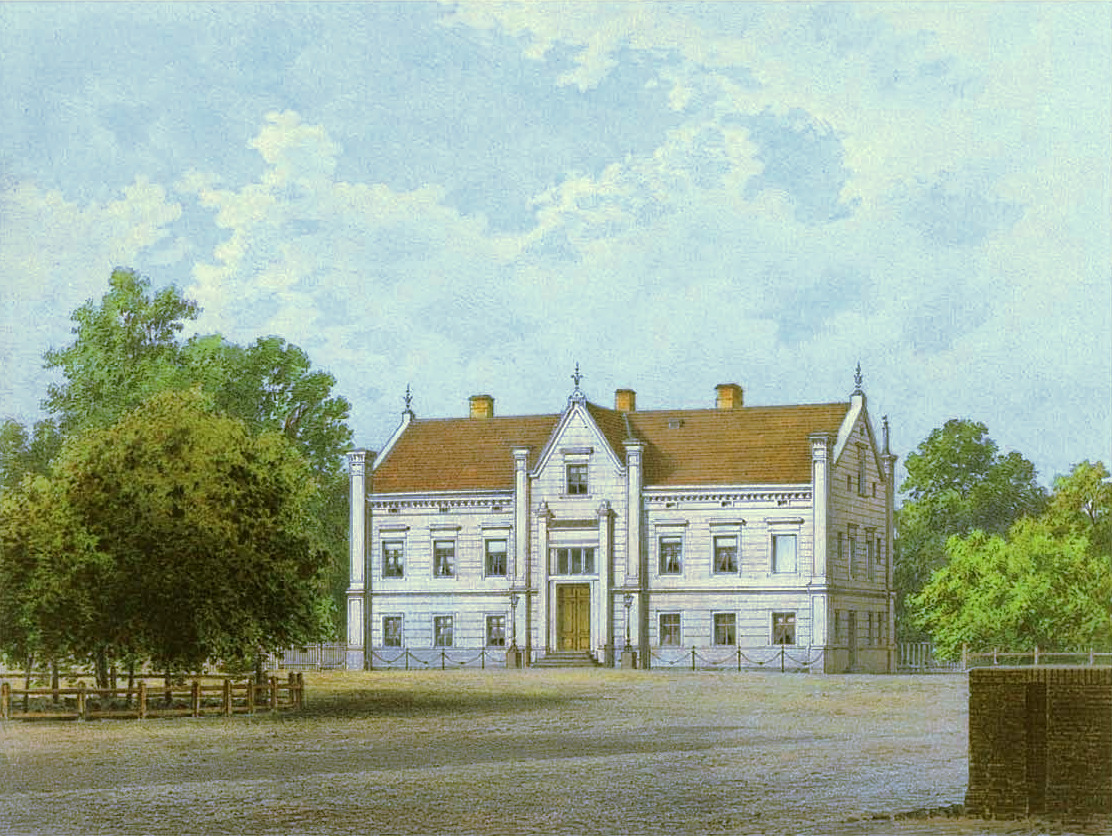
Rittergut Ober-Stentsch um 1860, Sammlung Alexander Duncker

Im Laufe der Zeit erwarben Angehörige des Geschlechts bedeutenden Grundbesitz, so unter anderem die Herrschaft Siegersdorf im Landkreis Bunzlau, die für lange Zeit im Familienbesitz verblieb. Von 1292 bis 1692 war Dolzig im Landkreis Sorau (heute zu Lubsko) im Besitz der Familie. Mitte des 19. Jahrhunderts war der adelige Stamm in den preußischen Provinzen Schlesien, Posen und Brandenburg begütert. Adolf von Kalckreuth war Herr auf Dietzdorf im ehemaligen Landkreis Neumarkt und der Rittmeister a. D. Eduard von Kalckreuth war Herr auf Bielsko und Muchocin im Kreis Birnbaum. Im Landkreis Meseritz waren Sigismund Leopold von Kalckreuth zu Kurzig, Wilhelm Ferdinand Heinrich von Kalckreuth, Major a. D., zu Obergörzig und Weissensee, und Ernst Ehrenfried von Kalckreuth zu Samst, besitzlich. Ein Leutnant von Kalckreuth war Herr auf Stentsch im Landkreis Züllichau-Schwiebus. Die freiherrliche Linie, die noch 1750 Tschrschkowitz besaß, ist später erloschen.
F. A. von Kalckreuth besaß im 18. Jahrhundert das Gut Bredenfelde in Mecklenburg.

### Standeserhebungen
Der aus der Linie Dolzig stammende Carl Friedrich von Kalckreuth, Landrechtsbeisitzer im Fürstentum Troppau, fürstbischöflich breslauer Rat und Landeshauptmann von Canth, erhielt am 30. August 1678 zu Wien den böhmischen Freiherrenstand.
Aus der Linie Klemzig erhielten die Brüder Hans Ernst von Kalckreuth auf Siegersdorf und Friedrich Adolf von Kalckreuth, preußischer Generalmajor, am 15. Oktober 1786 zu Berlin den preußischen Grafenstand.

## Briefadelige Linien
Eine preußische Adelslegitimation unter Beilegung des väterlichen Namens und Wappens (nicht ausgehändigt) erhielten die beiden ungenannten natürlichen Söhne von Amandus Karl Friedrich Samuel von Kalckreuth (* 1761), der 1794 als königlich preußischer Leutnant im Regiment von Holwede im Kampf fiel, und der Anna Dorothea Georgie. Beide, nun genannt, Karl Friedrich und Ernst Friedrich sowie ihre beiden Schwestern Karoline und Wilhelmine erhielten am 21. November 1794 zu Berlin die preußische Adelslegitimation.
Johann Heinrich, preußischer Leutnant im Füsilierbataillon „von Pellet“ und Helene Feußer, Stief- und Adoptivkinder des preußischen Generalleutnants Wilhelm Heinrich Adolf von Kalckreuth (1735–1811), wurden am 29. September 1800 zu Berlin in den preußischen Adelsstand als von Kalckreuth erhoben.

## Wappen

### Stammwappen
Das Stammwappen ist von Silber und Schwarz gespalten und zeigt zwei aufwärts geschrägte goldene Kalkreuten (Kalkofengabeln). Auf dem Helm eine wachsende gekrönte Jungfrau mit silber-schwarz gespaltenem Kleid, in jeder Hand eine der Kalkreuten haltend. Die Helmdecken sind schwarz-silbern.
Nach dem Archivar Friedrich von Klocke ist das Wappen falschredend. Die Kalkreuten (Kalkofengabeln) wurden nach dem Namensklang gewählt, während sich der Name eigentlich von der Ortschaft Kalckreuth im ehemaligen Landkreis Sagan ableitet, in dessen Namen die Silbe reuth entstehungsbezeichnend Rodung bedeutet.

### Freiherrliches Wappen
Das freiherrliche Wappen, verliehen 1678, ist geviert. 1 und 4 das Stammwappen, 2 und 3 in Gold auf grünem Dreiberg einwärtsgekehrt ein goldgekrönter schwarzer Adler. Das Wappen hat drei Helme mit schwarz-silbernen Decken. Auf den beiden äußeren Helmen je einwärtsgekehrt der Adler, in der Mitte der Stammhelm.

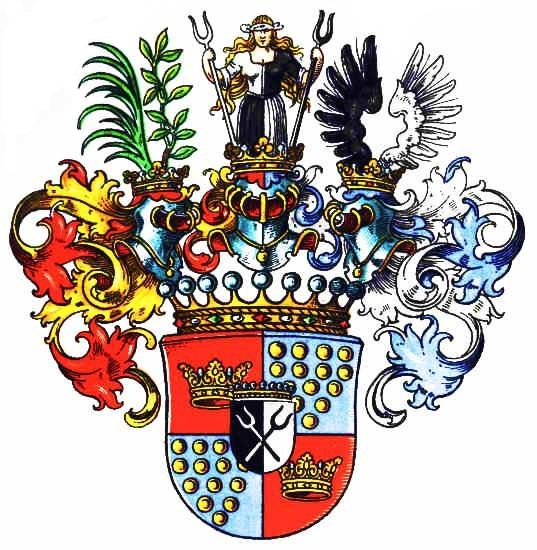
Wappen der Grafen von Kalckreuth

### Gräfliches Wappen
Das 1786 verliehene gräfliche Wappen ist geviert und belegt mit freiherrlich gekrönten von Schwarz und Silber gespaltenem Mittelschild, darin zwei aufwärts geschrägte Kalkreuten in gewechselten Farben. 1 und 4 in Rot eine goldene Blätterkrone, 2 und 3 in Blau 14 (4, 4, 3, 2, 1) goldene Kugeln (Wappen derer von Bülow). Das Wappen hat drei Helme, auf dem rechten mit rot-goldenen Decken ein wachsender goldener Palmzweig und ein solcher Ölzweig, auf dem mittleren mit rechts rot-goldenen und links blau-silbernen Decken eine wachsende Jungfrau in von Silber und Schwarz gespaltenem Kleid, eine silberne Binde vor den Augen, in der Rechten eine silberne, in der Linken eine schwarze Kalkreute haltend, auf dem linken Helm mit blau-silbernen Decken ein rechts schwarzer, links silberner offener Adlerflug.

### Wappensagen
Der Stammvater der Kalckreuths soll bei seinem König in Verdacht gekommen sein, mit der Königin auf zu vertrautem Fuß zu stehen. Deswegen gab der König in einer Kalkhütte den Befehl, dass man den ersten, der von den Bedienten der Königin dorthin kommen werde, in den Kalkofen werfen solle. Die verdächtigte Person wurde dahin geschickt, aber er hielt sich beim Gebet in einer Kirche lange auf. Währenddessen ist sein Verleumder ebenfalls dorthin gegangen, um seinen Feind im Kalkofen liegen zu sehen. Da er aber der erste Bote gewesen ist, wurde er nach dem Befehl ins Feuer geworfen und der Unschuldige ist unversehrt davongekommen. Zum Andenken für die wunderbare Errettung erhielt er in sein Wappenschild zwei Reuten und auf dem Helm ein gekröntes Brustbild.
In einer weiteren Version soll sich die Geschichte mit einem Hofoffizianten des Königs Dionysius von Portugal und dessen Gemahlin Elisabeth zugetragen haben. Die Nachkommen sollen dann von Portugal nach Deutschland gelangt sein und dort den Namen Kalckreuth angenommen haben.
Nach einer anderen Überlieferung zeigt das Wappen keine Kalkreuten oder Kalkofengabeln, sondern Pflugreuten. Die Herren von Kalckreuth kommen demnach aus dem Stamm von Primislaw dem Pflüger und führten deshalb, wie die Herren von Pflugk, zum Andenken ihres Ursprungs die umgekehrte Pflugschar.

## Bekannte Familienmitglieder
- Barbara von Kalckreuth (1905–1997), deutsche Bildhauerin
- Carl Otto von Kalckreuth (1835–1900), preußischer Offizier und Landrat im Kreis Birnbaum
- Eberhard Graf von Kalckreuth (1881–1941), Rittergutsbesitzer und Präsident des Reichslandbundes
- Elftraud von Kalckreuth (* 1937), deutsche Autorin, Moderatorin und Schauspielerin
- Ernst Georg von Kalckreuth (1690–1763), preußischer Oberst, Chef des Garnisonsbataillons XII.
- Ernst Karl Rudolf von Kalckreuth (1745–1813), preußischer Generalmajor
- Friedrich von Kalckreuth (1790–1873), preußischer Schriftsteller und Dramatiker
- Friedrich Adolf Graf von Kalckreuth (1737–1818), preußischer Generalfeldmarschall
- Hans Christoph Ernst von Kalckreuth (1741–1825), preußischer Generalmajor
- Hans-Jürg von Kalckreuth (1915–1988), deutscher Generalmajor des Heeres der Bundeswehr
- Jo von Kalckreuth (1912–1984), deutscher Maler, Zeichner und Illustrator
- Jochen von Kalckreuth (1931–1977), Werbekaufmann, bekannter Segelflieger, Inhaber mehrerer Weltrekorde und Segelflugschriftsteller
- Johann Nikolaus von Kalckreuth (1720–1807), preußischer Generalleutnant
- Kali Sylvia Gräfin von Kalckreuth (* 1959), deutsche Massagelehrerin, Lehrerin für Achtsamkeitsmeditation und Autorin
- Karl Siegmund von Kalckreuth (1744–1816), Landesdirektor der Neumark
- Leopold Graf von Kalckreuth (1855–1928), deutscher Maler und Grafiker
- Ludwig von Kalckreuth (1771–1847), preußischer Generalmajor
- Ludwig Gottlob von Kalckreuth (1714–1783), preußischer Generalmajor, Chef des gleichnamigen Infanterieregiments
- Patrick von Kalckreuth (1898–1970), deutscher Kunstmaler
- Pauline Gräfin von Kalckreuth (1856–1929), deutsche Malerin[7]
- Richard von Kalckreuth (1808–1879), preußischer Generalleutnant
- Samuel Adolph von Kalckreuth (1693–1778), preußischer Generalmajor, Chef des gleichnamigen Infanterieregiments
- Stanislaus Graf von Kalckreuth (1820–1894), deutscher Maler
- Wilhelm Heinrich Adolf von Kalckreuth (1735–1811), preußischer Generalleutnant, Chef des gleichnamigen Infanterieregiments
- Wolf von Kalckreuth (1887–1906), deutscher Dichter, Sohn von Leopold von Kalckreuth